# Edouard-Jean Gilbert
Edouard-Jean Gilbert (Saint-Yorre, 1888 – 1954) è stato un micologo francese.
Nel 1916 conseguì la laurea in farmacia presso la Scuola Superiore di Farmacia di Parigi e nel 1919 ottenne il dottorato discutendo una tesi su funghi del genere Amanita.
Nel 1917 diventò membro della Société mycologique de France di cui fu presidente dal 1937 al 1940.
Nel 1951 ricevette il premio di Montagne dell'Accademia delle Scienze di Parigi per il suo lavoro nel campo della storia naturale.

## Opere
- La spore des champignons supérieurs (1927)
- La Mycologie sur le terrain (1928)
- Méthode de Mycologie descriptive (1934)
- I libri del micologo (Parigi, 1927-1934) ( 4voll.). Nel secondo volume ("Les Bolets"), istituì l'ordine Boletales separandolo dall'ordine Agaricales e suddividendolo in due sottordini: Boletineae (con spore lisce) e Strobilomicetineae (con spore ornamentate).
- Amanitaceae (Milano, 1941). Opera in cui descrive tutte le specie del genere Amanita conosciute dando un significativo contributo alla Iconographia Mycologica di Giacomo Bresadola.